# Lamna ditropis
El cailón salmonero o tiburón salmón (Lamna ditropis) es una especie de elasmobranquio lamniforme de la familia Lamnidae. Es un gran tiburón muy similar al tiburón cailón (Lamna nasus); son los dos  únicos representantes del género Lamna. En Estados Unidos se le conoce como salmon shark. Se alimenta de calamares, focas y algunos salmones.

## Descripción
La forma del cuerpo es muy similar a la de su pariente más cercano Lamna nasus. Cuerpo muy robusto,compacto y fusiforme. El morro es cónico, corto y puntiagudo. Ojos grandes, redondos y negros.
Aletas, boca, dentición, hendiduras branquiales y pedúnculo caudal similares a los de Lamna nasus.
La coloración es gris oscuro en el dorso y los costados, teniendo toda la cabeza la coloración del dorso; el vientre es blanco y suele estar salpicado de motas del mismo color del dorso y de manchas rosáceas. Los cambios de coloración del dorso al vientre están bien marcados por una línea.
Comúnmente llamado tiburón salmón, investigaciones recientes revelan que esta especie increíblemente y a pesar de ser un pez, tiene sangre caliente gracias a un sistema de intercambio calórico presente en sus branquias. Esta espectacular característica convierte a este tiburón en la máquina cartilaginosa más perfecta conocida, con una capacidad muscular y de reacción mayor a cualquier tiburón y que le da ventajas comparativas frente a cualquier otro pez en el agua.

## Tamaño
El tamaño máximo comprobado para esta especie es de 305 centímetros y más de 450 kg. Existen 2 citas sobre ejemplares mayores que no se han demostrado aún; una sobre un ejemplar de 3,70 metros de longitud y otra de un ejemplar de 4,30 metros.